# Occipitalizzazione
L'occipitalizzazione è una teoria che ipotizza un possibile sviluppo dei nervi cranici a partire dai nervi spinali. Si pensa infatti che ci sia stato nel corso dell'evoluzione un inglobamento da parte della porzione occipitale encefalica di somiti, notocorda e tubo neurale. Tale teoria si avvale sostanzialmente di quattro osservazioni:
- origine embrionale del neurocranio
- estensione della notocorda a livello della sella turcica
- omologia tra nervi cranici e radici dorsale e ventrale del midollo spinale della lampreda
- espressione genica

## Osservazione sull'origine del neurocranio
Il neurocranio ha embrionalmente origine da più tipologie di cellule: la porzione relativa alle cartilagini precordali o trabecole deriva dallo sviluppo di cellule della cresta neurale di origine ectodermica. La porzione relativa alle 'cartilagini paracordali sembrerebbe invece derivare dal mesoderma del somite. Questo fornisce due indicazioni: che una parte della scatola cranica si forma in maniera diversa dal resto e che è probabile che alcuni somiti siano stati incorporati nella porzione craniale.

## Notocorda e neurocranio
La notocorda è un tessuto di origine mesodermica, ed è presente in tutti i cordati lungo l'asse cranio-caudale del corpo. Nella maggior parte dei vertebrati adulti perde la funzione di sostegno e viene inglobata nella colonna vertebrale.
Il fatto che si riscontri una porzione della notocorda all'interno della scatola cranica, e per la precisione a livello della sella turcica, denota un possibile inglobamento del midollo allungato della porzione posteriore.

## Radici della lampreda
I nervi cranici dal I al XII possono essere suddivisi in tre categorie:
1. Nervi della via sensitiva somatica speciale
2. Nervi della via motore somatica
3. Nervi branchiali

Ai fini delle nostre osservazioni è utile notare che la seconda categoria di nervi cranici comprende solo fibre motori somatiche, mentre la terza comprende fibre sensitive somatiche, sensitive viscerali e motori viscerali. Inoltre queste ultime tre possono essere sia fibre normali che fibre speciali.
Andando a prendere in considerazione adesso l'anatomia dei nervi spinali nella lampreda, vediamo che questi si distribuiscono nelle radici in maniera diversa rispetto agli amniati: la radice dorsale raccoglie fibre sensitive somatiche, sensitive viscerali e motori viscerali, mentre la radice ventrale comprende esclusivamente fibre motori somatiche.
In seguito a tutte queste osservazioni si può notare una forte analogia tra le ultime due categorie di nervi cranici e la disposizione dei nervi spinali. È inoltre grazie a questa osservazione che i quattro nervi cranici della via motore somatica sono anche chiamati nervi della radice ventrale e i cinque nervi branchiali sono anche detti nervi della radice dorsale complessa. L'appellativo complessa è dato in quanto in tale raggruppamento sono presenti anche fibre speciali, assenti nel midollo spinale.

## Espressione genica
Nei cordati un importante sistema di regolazione genico dell'asse cranio-caudale è rappresentato dai geni omeobox. Questi infatti sono ordinati sui cromosomi in maniera colineare con il suddetto asse, e spesso vengono utilizzati nella ricostruzione di alberi filogenetici per la loro conservazione lungo il percorso evolutivo.
Se andiamo a paragonare i geni omeobox tra cordati e vertebrati si nota che vi è un'alta affinità tra geni dei cordati espressi a livello del midollo spinale e quelli di vertebrati a livello del romboencefalo. Questa semplice osservazione permette di avvalorare l'ipotesi dell'occipitalizzazione